# Banda Ku
La banda Ku ("Kurz-unten band") es una porción del espectro electromagnético en el rango de las microondas que va de los 11 a los 20 GHz.
La banda Ku se usa principalmente en las comunicaciones satelitales, siendo la televisión uno de sus principales usos. Esta banda se divide en diferentes segmentos que cambian por regiones geográficas de acuerdo a la Unión Internacional de Telecomunicaciones (ITU).
La cadena televisiva estadounidense NBC fue la primera en utilizar esta banda para sus transmisiones en 1983.

## Segmentos y regiones

### América
La mayor parte del continente americano se encuentra dentro de la Región 2 de la Unión Internacional de Telecomunicaciones (UIT) para enlaces descendentes desde 11,7 a 12,2 GHz (con frecuencia de oscilador local desde 10,750 hasta 11,250 GHz) y enlaces ascendentes desde 14 hasta 14,5 GHz y que están asignados a los satélites de servicios fijos. Hay más de 22 satélites de este tipo orbitando sobre Norteamérica, cada uno con entre 12 y 24 transpondedores de 20 a 120 W cada uno, y que requieren de antenas de entre 0,8 y 1,4 m para una recepción clara.
El segmento alto de esta banda, que comprende desde 12,2 hasta 12,7 GHz (con frecuencia de oscilador local desde 11,250 hasta 12,750 GHz) para enlaces descendentes se asigna a los satélites de servicios de teledifusión. Estos satélites cuentan con entre 32 y 48 transpondedores de 27 MHz de ancho de banda con una potencia de entre 100 y 240 watts, permitiendo el uso de antenas tan pequeñas como de 45 al 90 cm.

### Europa y África
Los segmentos en esas regiones se representan por la Región 1 de la UIT y se tratan de las bandas de 11,45 a 11,7 y 12,5 a 12,75 GHz, utilizadas para servicios satelitales fijos, con enlace ascendente de 14 hasta 14,5 GHz. En Europa, se usan de los 10,7 a los 12,75 GHz en la banda Ku para servicios de broadcasting, como los satélites de telecomunicaciones SES Astra.

### Australia
Australia es parte de la Región 3 de la UIT y el marco regulador australiano provee un tipo de licencia que cubre enlaces descendentes para la banda de 12,25 GHz a 12,75 GHz, y enlaces ascendentes entre 14 GHz y 14,5 GHz.

## Limitantes
Las señales de banda Ku pueden ser afectadas por la absorción por lluvia. En el caso de la recepción de televisión, solo la lluvia pesada (mayor a 100 mm/h) tendrá efectos que pueda notar el usuario. Por lo que no es recomendable para zonas con mucha precipitación.

## Ventajas
En comparación con la banda C, la banda Ku no está restringida de forma similar para evitar la interferencia con los sistemas terrestres de microondas, y se puede aumentar la potencia de sus enlaces ascendentes y descendentes. Esta mayor potencia también se traduce en platos de recepción más pequeños y señala una generalización entre la transmisión de un satélite y el tamaño de un plato. A medida que aumenta el poder, el tamaño del plato de una antena disminuirá.  Esto se debe a que el propósito del elemento plato de la antena es recolectar las ondas incidentes sobre un área y enfocarlas todas en la antena Receptor, montado delante del plato (y apuntando hacia su cara); Si las olas son más intensas, es necesario recoger menos de ellas para lograr la misma intensidad en el elemento receptor.
Además, a medida que aumentan las frecuencias, los reflectores parabólicos se vuelven más eficientes al enfocarlos. El enfoque es equivalente dado el tamaño del reflector es el mismo con respecto a la longitud de onda. A 12 GHz un plato de 1 metro es capaz de enfocarse en un satélite mientras rechaza suficientemente la señal de otro satélite a solo 2 grados de distancia. Esto es importante porque los satélites en el servicio FSS (Servicio fijo por satélite) (11.7-12.2 GHz en los EE. UU.) están separados solo 2 grados. A 4 GHz (banda C) se requiere un plato de 3 metros para lograr este estrecho haz de enfoque. Obsérvese la correlación inversa lineal entre el tamaño del plato y la frecuencia. Para los satélites Ku en servicio DBS (Direct Broadcast Satellite) (12,2-12,7 GHz en los Estados Unidos) se pueden usar platos mucho más pequeños que 1 metro porque estos satélites están separados 9 grados. A medida que los niveles de potencia en los satélites de bandas C y Ku aumentaron a lo largo de los años, el ancho del haz del plato se ha vuelto mucho más crítico que la ganancia.
La banda Ku también ofrece al usuario más flexibilidad. Un tamaño de plato más pequeño y la libertad del sistema de banda Ku de operaciones terrestres simplifica la búsqueda de un sitio de plato adecuado. Para los usuarios finales, la banda Ku es generalmente más barata y permite antenas más pequeñas (tanto debido a la mayor frecuencia como a un haz más concentrado). La banda Ku también es menos vulnerable a la lluvia que el espectro de frecuencias de la banda Ka.
La antena de la estación terrena del operador de satélite requiere un control de posición más preciso cuando se opera en banda Ku debido a su haz de enfoque mucho más estrecho comparado con la banda C para un plato de un tamaño dado. Las precisiones de realimentación de posición son mayores y la antena puede requerir un sistema de control de bucle cerrado para mantener la posición bajo la carga de viento de la superficie del plato.

## Desventajas
Hay, sin embargo, algunas desventajas del sistema de banda Ku. Especialmente a frecuencias superiores a los 10 GHz en zonas de intensa lluvia, se observa una degradación notable debido a los problemas causados por la cantidad de lluvia y proporcional a ella (comúnmente conocido como "desvanecimiento de la lluvia"). Sin embargo, este problema se puede mitigar mediante el despliegue de una estrategia de presupuesto de enlace apropiada al diseñar la red de satélites y asignar un mayor consumo de energía para compensar la pérdida de desvanecimiento de la lluvia. La banda Ku no solo se utiliza para la transmisión de televisión, que implican algunas fuentes, sino también para la transmisión de datos digitales a través de satélites y para transmisiones de voz / audio.
El espectro de frecuencias más altas de la banda Ku es particularmente susceptible a la degradación de la señal, considerablemente más que el espectro de frecuencias de satélite en banda C. Un fenómeno similar, llamado "deshielo de nieve" (donde la acumulación de nieve o hielo altera significativamente el punto focal de un plato) también puede ocurrir durante la precipitación invernal. Además, los satélites de banda Ku normalmente requieren mucha más potencia para transmitir que los satélites de banda C. Bajo condiciones de "desvanecimiento por lluvia" y "desvanecimiento por nieve", las pérdidas de banda Ka y Ku se pueden reducir marginalmente usando recubrimientos de efecto loto superhidrófobos. Por otra parte, el desvanecimiento de la nieve es causado no solo por la acumulación de nieve en la antena, sino también por la atenuación causada por la nieve en el aire a lo largo de la ruta de la señal de RF.